# 康明良
康明良（?—?）湖南省泸溪县浦市镇人，中华民国官员。

## 生平
1918年7月12日，中华民国北京政府任命康明良署川边道道尹。1925年，康明良结束任职。任内，民国九年（1920年）康明良主动捐出部分俸禄，并募集款项，设立川边师范传习所，该所举办1年期满后，未能继续开办。